# Uwe Laysiepen

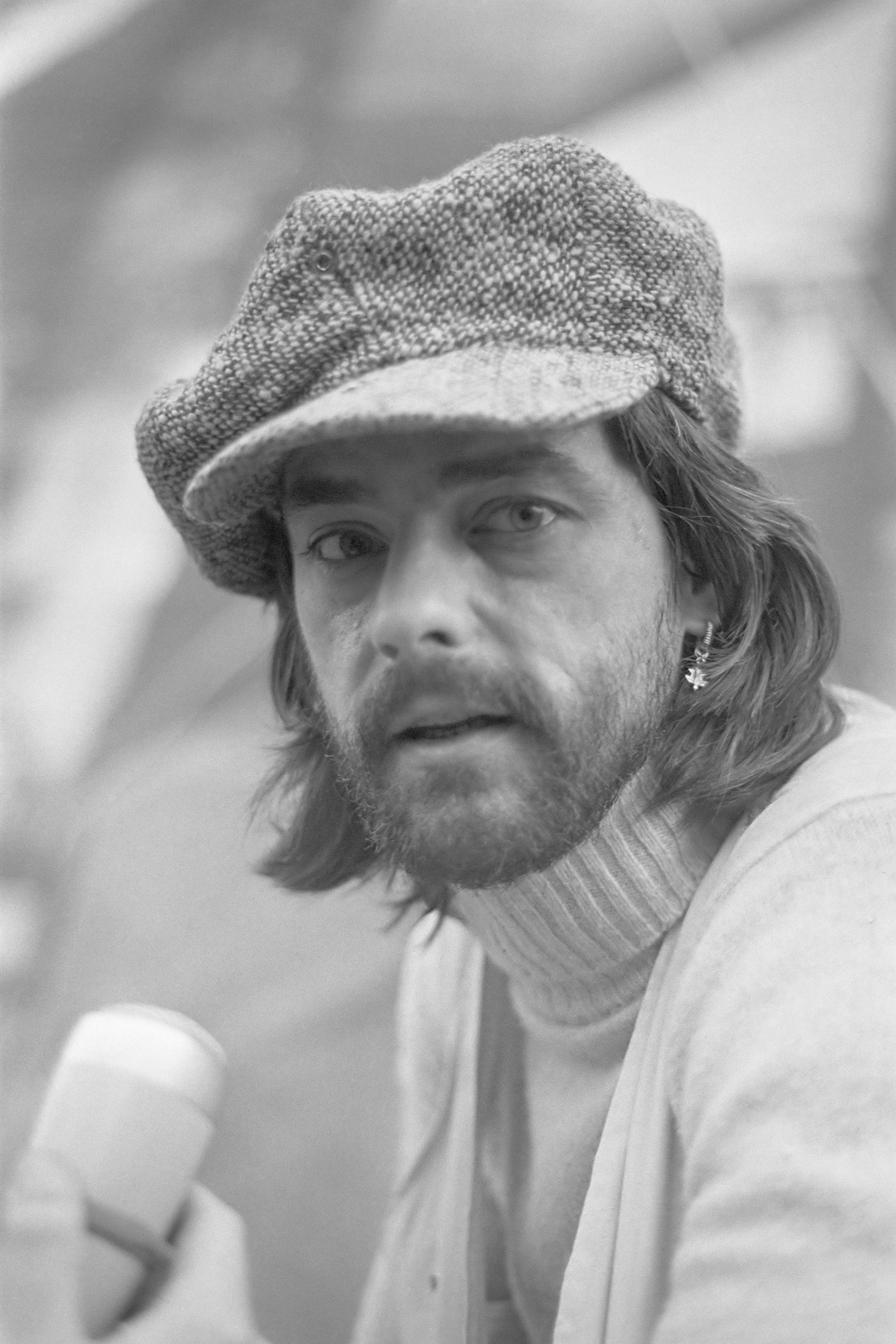
Ulay (1972).

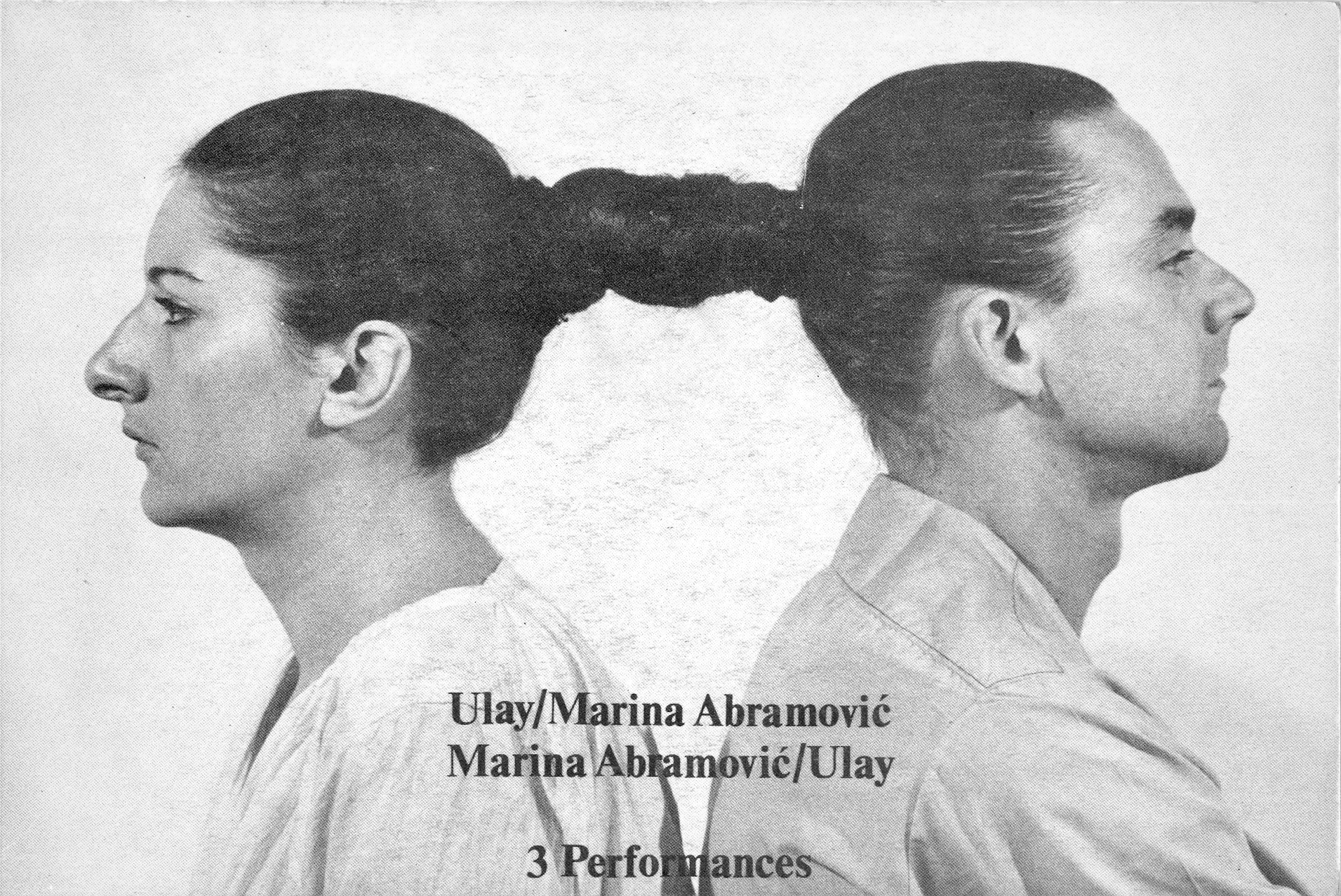
Marina Abramović och Ulay i Relation in Time 1978.

Frank Uwe Laysiepen, känd under konstnärsnamnet Ulay, född 30 november 1943 i Solingen i Nordrhein-Westfalen, död 2 mars 2020 i Ljubljana i Slovenien, var en tysk fotograf och performancekonstnär.
Ulay utbildade sig till fotograf och har ofta haft en Polaroidkamera som favoritkamera. I början av 1970-talet flyttade han till Amsterdam i Nederländerna, lockad av provorörelsens anarkistiska idéer. Där träffade han Marina Abramović och var under tolv år från 1976 sammanboende och partner i performancekonstverk med henne.
Mellan 1999 och 2004 var han lärare i performancekonst på Staatliche Hochschule für Gestaltung Karlsruhe i Karlsruhe i Tyskland.
Han deltog i Documenta 7 1982 och Documenta 8 1987.

## Partnerskap med Marina Abramović
Ulay och Marina Abramović träffade varandra 1965. De behandlade i sina gemensamma performanceverk spänningarna i förhållandet mellan en man och en kvinna. I AAA AAA 1978 skrek de mot varandra under lång tid. i Rest Energy 1980 höll Ulay en spänd båge med en pil siktad mot  Abramovićs hjärta. De avslutade både sitt personliga förhållande och sitt konstnärliga 1988 med The Lovers, i vilket de gick längs den 2.500 kilometer långa Kinesiska muren från var sin ände, för att efter tre månader mötas ungefär mitt på, för att sedan permanent skiljas åt. De träffades dock 2010 på Museum of Modern Art i New York, där Marina Abramović utförde perfomanceverket The Artist is Present. I detta satt hon tyst mitt emot åskådare en i taget dag efter dag med bara ögonkontakt. Ulay kom till utställningen öppningsdagen och satte sig mitt emot henne, något som han själv hävdar inte var en performance, utan en spontan handling av honom som en inbjuden hedersgäst till utställningens öppnande.

## Da ist ein kriminelle Beruhrung in der Kunst
Ulay stal i december 1976 det populära konstverket Der arme Poet av Adolf Hitlers favoritmålare Carl Spitzweg från Neue Nationalgalerie i dåvarande Västberlin. Detta dokumenterades i filmen Da ist ein kriminelle Beruhrung in der Kunst (på svenska: Det finns en beröring med det kriminella i konsten).  Bilden hängdes upp i en turkisk immigrants bostad, varefter Ulay ringde museet och polisen hämtade det. Han uteblev från rättegången och arresterades långt efteråt vid inresa till Västtyskland och satt i fängelse någon vecka.

## Project Cancer
År 2009 flyttade Ulay från Amsterdam till Ljubljana i Slovenien. Ett projekt för att filma Ulay under ett år lades om efter det att han diagnostiserats med cancer. Inspelningen påbörjades av den slovenske filmaren Damjan Kozole (född 1964) i november 2011 på Ljubljanas cancerinstitut. Ulay filmades sedan på olika platser under en resa för att ta adjö: Berlin, New York och Amsterdam. Ulay's journal from November to November hade premiär 2012.
Laysiepen är representerad vid bland annat Moderna museet, Museum of Modern Art, British Museum, San Francisco Museum of Modern Art, Museet för nutidskonst Kiasma, Tate Modern, Städel, Museo Reina Sofía, och Louisiana.